# Macromitrium tongense
Macromitrium tongense là một loài Rêu trong họ Orthotrichaceae. Loài này được Sull. mô tả khoa học đầu tiên năm 1859.